# Siege (boek)
Siege is een verzameling essays, geschreven door de Amerikaanse neonazi James Mason. De teksten zijn oorspronkelijk in de jaren tachtig voor de nieuwsbrief van het "nationaalsocialistisch bevrijdingsfront" opgetekend, maar werden rond 2015 herontdekt. Mason was gedesillusioneerd door de "massabenadering" tot het nationaalsocialisme en verdedigt in het boek een terroristische politieke strategie.

De symbolentaal van Siege is "een mengelmoes van nazistische symbolen en Noorse mythologie, zoals runentekens". De zwarte zon is een populair symbool binnen "Siege-cultuur".

## Invloed

### Siegein Nederland
Het gedachtegoed van Siege wordt ook wel "Siege-cultuur" genoemd. De Nederlandse Nationaal Coördinator Terrorismebestrijding en Veiligheid waarschuwde in 2021 voor deze politieke ideologie. Een paar honderd Nederlandse jongeren zouden de ideologie aanhangen en bespreken in chatgroepen.

### Siegein het buitenland
Siege was volgens een Brits onderzoeksinstituut een centrale inspiratiebron voor verschillende extreemrechtse terreuraanslagen in het Verenigd Koninkrijk. Ook was het boek verplichtte kost voor aspirerende leden van de Amerikaanse neonazi-terreurgroep Atomwaffen Division.
De internetmeme "lees Siege" was in 2017 populair op sociale media.

## Verwijzingen